# Feu ! (film, 1927)
Pour les articles homonymes, voir Feu ! (homonymie).
Pour plus de détails, voir Fiche technique et Distribution.
Feu ! est un film français réalisé par Jacques de Baroncelli et sorti en 1927.

## Fiche technique
- Titre : Feu !
- Réalisation : Jacques de Baroncelli, assisté d'Abel Sovet
- Scénario : Jacques de Baroncelli
- Photographie : Louis Chaix et Jimmy Berliet
- Décors : Robert Gys
- Production: Société des cinéromans - Les Films de France - Pathé-Natan
- Pays dde production :  France
- Format : Noir et blanc - Muet
- Date de sortie : 29 avril 1927

## Distribution
- Dolly Davis : Edwige
- Charles Vanel : le commandant Frémiet
- Max Maxudian : le baron Dimitri
- Pierre Labry : un marin du yacht
- François Viguier : le maître d'hôtel
- Pierre Brasseur : l'ordonnance de Frémiet
- Henri Rudaux : le commandant du contre-torpilleur
- Abel Sovet : le docteur
- Fabien Haziza : un marin du contre-torpilleur
- René Ginet : un enseigne du contre-torpilleur